# 雙土磚 (亞利桑那州)
雙土磚（英語：Double Adobe）是位於美國亞利桑那州科奇斯縣的一個非建制地區。該地的面積和人口皆未知。

## 地理
雙土磚的座標為31°28′00″N 109°41′24″W / 31.46667°N 109.69000°W，而該地的平均海拔高度為1222米（即4009英尺）。